# سوکچو
شهر سوکچو (به کره‌ای: 속초) (به انگلیسی: Sokcho) یک شهر در شمال‌شرق کره جنوبی (شرق شبه‌جزیره کره) بر روی ساحل دریای شرق کره (دریای ژاپن) است که در تابعیت استان گانگوون قرار دارد. این شهر یکی از مناطق گردشگری کره جنوبی و مقصدی با جذبه برای علاقه‌مندان به رصد طلوع خورشید بر روی آب‌های آزاد می‌باشد.

## تاریخ
در آوریل سال ۱۹۱۴ میلادی، در دوران حاکمیت استعماری ژاپن بر کره، در تابعیت استان (تاریخی) گانگوون، «شهرستان یانگ‌یانگ» با ۷ قصبه قرار داشت. این قصبه‌ها شامل: دوچون [도천면]، سون‌یانگ [손양면]، غربی (سو) [서면]، گانگ‌هوین [강현면]، گونّه [군내면]، هیون‌بوک [현북면]، هیون‌نام [현남면]. در آن زمان، قصبهٔ «دوچون» شمالی‌ترین قصبهٔ یانگ‌یانگ و در همسایگی شهرستان (تاریخی) گوسونگ قرار داشت.
قصبهٔ «دوچون» در آن زمان، با ادغام دو قصبهٔ «دومون» [도문면] و «سوچون» [소천면] تشکیل شد. قصبهٔ دومون متشکل از ۸ روستای تووانگ‌سونگ [토왕성리]، جانگهانگ [장항리]، جونگ‌گو [정고리]، دومون سفلی (هادومون)[하도문리]، دومون علیا (سانگ‌دومون)[상도문리]، دومون وسطی (جونگ‌دومون)[중도문리]، ده‌پو [대포리]، نه‌مولچی [내물치리]؛ قصبهٔ سوچون متشکل از ۵ روستای اوئونگچی [외옹치리]، بوول [부월리]، سوکچو [속초리]، نونسان [논산리]، نو [노리]. روستای «ده‌پو» مرکز اداری این قصبهٔ جدید ادغام شده شد. (مجموعا ۱۳ روستا)
در مه سال ۱۹۱۹ میلادی، دو قصبهٔ «توسونگ» [토성면] و «جوگوانگ» [죽왕면] از شهرستان (تاریخی) گوسونگ (پیش از تقسیم) به شهرستان یانگ‌یانگ پیوستند و در شمال «قصبهٔ دوچون» قرار داشتند.
در ژوئیه ۱۹۳۷ میلادی، قصبهٔ «دوچون» به «سوکچو» [속초면] تغییر نام یافت
در اکتبر سال ۱۹۴۲ میلادی، قصبهٔ «سوکچو» به شهرک [속초읍] ارتقاء یافته.
در همان زمان، از اراضی روستای «نو» [노리] سه روستای جدید تاسیس، مشتمل از روستاهای ایموک [이목리]، چوکسان [척산리]، دوری‌وون [도리원리]. (مجموعا ۱۶ روستا)
پس از استقلال کره از ژاپن در سال ۱۹۴۵ میلادی، این کشور به دو نیمه تقسیم شد. مرز بین دو کره در آن زمان، مدار ۳۸ درجه شمالی در نظر گرفته شده بود. این مدار از میان استان (تاریخی) گانگوون و از میان شهرستان یانگ‌یانگ عبور می‌کند. در نتیجه استان گانگوون به نیمهٔ شمالی و نیمهٔ جنوبی تقسیم شد. بیشتر اراضی این شهرستان، منجمله شهرک سوکچو، در شمال این مدار قرار گرفتند.
این دوران کوتاه از حاکمیت کره شمالی بر سوکچو، تاثیرهای بلندمدت مختلفی را بر این شهر داشت. اولین تاثیر حاکمیت دولت کمونیستی کره شمالی، تلاش‌های این حکومت در پیشبرد اصلاحات ارضی، و خلع ید کردن زمین‌داران سنتی. البته که با تغییر حاکمیت سوکچو، در نهایت، زمین‌داران این شهر پیروز شدند، اما تاثیرات کاهش انحصار اقتصادی این زمین‌داران دائمی بود، و پس از پایان جنگ نیز، طبقه‌ای جدید در اقتصاد این شهر به صحنه آمد. 
از جمله تاثیرات دیگر حاکمیت کره شمالی، تاکید و اصرار دولت کمونیستی کره، مانند سایر حکومت‌های کمونیستی، بر آموزش و پرورش مجانی، سراسری، و اجباری جمعیت. البته که این دوران کوتاه، تاثیر طولانی‌ای در دیدگاه ایدئولوژیکی مردم این شهر نداشته، اما از تاثیرات این دوران، ایجاد یک جو و انگیزهٔ گستردهٔ سوادآموزی و تحصیلات عالیه میان مردم سوکچو بوده است.
پویایی اقتصادی و اجتماعی در پی این تاثیرات احتمالا در پیشبرد منافع سوکچو و نهایتا ارتقاء آن به «شهر در سطح شهرستان» مؤثر بوده.
در طول جنگ کره (که در ژوئیه سال ۱۹۵۰ میلادی شروع شد)، شهر سوکچو بین طرفین چندین بار دست به دست شد، و در این حین، ساکنین این شهر بیشتر خسارات جانی و مالی را متحمل شدند. از جمله اتفاقات مهم، اشغال این شهر (که تا پیش از این، رسما در حاکمیت کره شمالی بوده) به مدت سه ماه بین سپتامر و دسامبر سال ۱۹۵۰ میلادی به دست قوای آمریکایی و کرهٔ جنوبی بود. در طول این دوران، شبه‌نظامیان فاشیستی «انجمن جوانان شمال‌غرب» [서북청년회] دست به تعقیب و اعدام‌های صحرایی زندانیان سیاسی، منجمله فعالان کارگری و رعیتی، دولتیان و کارمندان مرتبط با حکومت کره شمالی، و هر شخصیت عمومی که احتمالا تفکرات مثبتی نسبت به کمونیسم داشت زدند. همین‌طور گزارش‌های مختلف از تجاوز و خشونت علیه زنانی که با زندانیان سیاسی مرد رابطهٔ خانوادگی داشتند، هم به دست شبه‌نظامیان «انجمن جوانان شمال‌غرب» و هم به دست سربازان ارتش کرهٔ جنوبی وجود دارد. در با شروع فاز سوم جنگ، و پیشروی دوبارهٔ قوای کرهٔ شمالی (با مشارکت قوای ارتش سرخ چین)، و تغییر دست مجدد این شهر، ارتش کرهٔ جنوبی دستور تخلیهٔ ساکنین این شهر را داده و بیشتر خانه‌های آن را سوزاند و تخریب کرد.
با پایان جنگ کره در سال ۱۹۵۳ میلادی و امضای آتش‌بس بین کره شمالی و ایالات متحده آمریکا، تمامی اراضی این شهرستان، منجمله «شهرک سوکچو» تحت حاکمیت کره جنوبی قرار گرفت. «سوکچو» یکی از بزرگترین مراکز شهری بود که با اتمام جنگ کره، حاکمیت آن از دست کره شمالی به دست کره جنوبی افتاد. در نوامبر ۱۹۵۴ میلادی، شهرک سوکچو، تحت مدیریت شهرستان یانگ‌یانگ، استان (جنوبی) گانگوون مجددا تاسیس شد.
در همین زمان، از اراضی روستای «بوول»، روستای «اونجونگ» [온정리] و از اراضی روستای «نونسان»، روستای «چونگده» [청대리] تاسیس شدند. (مجموعا ۱۸ روستا)
در سال ۱۹۶۲ میلادی، روستایی جدید در «شهرک سوکچو» با نام «شینهونگ»، در غرب آن و در دامنهٔ کوه‌های غربی، با نام «شینهونگ» [신흥리] تاسیس شد. (مجموعا ۱۹ روستا)
در ژانویه سال ۱۹۶۳ میلادی، «شهرک سوکچو» از این شهرستان جدا شده و به «شهر در سطح شهرستان» ارتقاء یافت. قصبه‌های «توسونگ» و «جوگوانگ» از شهرستان یانگ‌یانگ به شهرستان گوسونگ ملحق شده. در همان زمان قصبهٔ هیون‌نام از شهرستان میونگجو به این شهرستان یانگ‌یانگ ملحق شد.
در ژانویهٔ ۱۹۶۶، تقسیمات اداری «شهر سوکچو» دچار تحولات عمده شد. در این زمان، ۱۸ روستای تابعه منحل شده، و از اراضی آن‌ها ۱۲ ناحیه تاسیس شد. روستای «سوکچو» که در عمل منطقهٔ مرکزی شهری این «شهر» بود و خود به ۶ محلهٔ تابعه تقسیم شده بود، به هفت ناحیهٔ جدید تبدیل شد. محلهٔ ۱ام سوکچو به ناحیهٔ «یونگ‌نانگ» [영랑동]، ۲ام به «دونگ‌میونگ» [동명동]، ۳ام به «جونگانگ» [중앙동]، ۴ام به «گومهو» [금호동]، ۵ام به «چونگهو» [청호동]، و ۶ام به دو ناحیهٔ «چونگهاک» [청학동] و «گیو» [교동]. چهار روستای «اونجونگ»، «چونگده»، «بوول»، «نونسان» به ناحیهٔ «جویانگ» [조양동]، ۵ روستای «ایموک»، «چوکسان»، «دوری‌وون»، «شینهونگ»، «نو»، ناحیهٔ «نوهاک» [노학동]، ۳ روستای «اوئونگچی»، «ده‌پو»، «نه‌مولچی» به ناحیهٔ «ده‌پو» [대포동]، سه روستای «دومون سفلی‌(هادومون»، «دومون علیا (سانگ‌دومون)»، «دومون وسطی (جونگ‌دومون)» به ناحیهٔ «دومون» [도문동]، و نهایتا روستای «جانگهانگ» به ناحیهٔ «سوراک» [설악동] تغییر وضعیت دادند. (مجموعا ۱۲ ناحیه)
در ژوئیه سال ۱۹۷۳، در روستای «جانگچون» [장천리] و «ساجین» [사진리] از «قصبهٔ توسونگ»، شهرستان گوسونگ، جدا شده و به شهر سوکچو ملحق شدند. این دو روستا منحل شده و «ناحیه جانگسا» [장사동] را تشکیل دادند. (مجموعا ۱۳ ناحیه)
در اکتبر سال ۱۹۹۸ میلادی، در تقسیمات اداری سوکچو تغییرات گسترده‌ای انجام شد. ۱۳ ناحیهٔ اداری سوکچو، با ادغام و انحلال‌های متعدد به ۸ عدد کاهش یافتند.
- ناحیهٔ «جویانگ»‌ [조양동] با در بر گرفتن نیمی از ناحیهٔ سابق «جویانگ»‌ (که به ۲ قسمت تقسیم شده) تأسیس شد.
- ناحیهٔ «چونگهو» [청호동] با ادغام «جونگانگ» و نیمِ دیگر از ناحیهٔ سابق «جویانگ» (که به ۲ قسمت تقسیم شده) تأسیس شد.
- ناحیهٔ «دونگ‌میونگ»‌ [동명동] بدون تغییر باقی ماند.
- ناحیهٔ «ده‌پو» [대포동] با ادغام نواجی «دومون»، «ده‌پو»، و «سوراک» تأسیس شد.
- ناحیهٔ «گومهو» [교동] با ادغام «جونگانگ» و «گومهو» تأسیس شد. (و به عنوان محل مرکز اداری شهر سوکچو قرار گرفت)
- ناحیهٔ «گیو» [교동] با ادغام «چونگهاک» و نیمی از ناحیهٔ سابق «گیو» (که به ۲ قسمت تقسیم شده) تأسیس شد.
- ناحیهٔ «نوهاک» [노학동] با ادغام «نوهاک» و نیمِ دیگر از ناحیهٔ سابق «گیو» (که به ۲ قسمت تقسیم شده) تأسیس شد.
- ناحیهٔ «یونگ‌نانگ» [영랑동] با ادغام «جانگسا» و «یونگ‌نانگ» تأسیس شد.

## حمل و نقل

### حمل و نقل ریلی
در حال حاضر سوکچو به خط قطار مسافری دسترسی ندارد. اما «خط چونچون-سوکچو» [춘천속초선] در حال حاضر از مسیر کوهستانی در دست ساخت بوده و قرار است در سال ۲۰۲۷ میلادی راه‌اندازی شود. این خط قطار، ارتباط سریع‌السیر بین سوکچو و مرکز استان در چونچون و سپس سئول را  فراهم می‌کند.

### حمل و نقل جاده‌ای
شهر سوکچو محل پایان یک آزادراه سراسری ملی می‌باشد، آزادراه شمارهٔ۶۵.
آزادراه شمارهٔ ۶۵، موسوم به «دریای شرقی» [동해 고속도로]، شرقی‌ترین آزادراه سراسری شمالی-جنوبی در شبه‌جزیرهٔ‌ کره می‌باشد. اما این آزادراه، آزادراهی به معنای واقعی سراسری نیست. آزادراه ۶۵ در شمال‌شرق کره جنوبی، آزادراهیست با طول حدود ۱۲۲ کیلومتر، و مطلقا در استان گانگوون. شهر سوکچو در منتهی‌الیه شمالی این آزادرا قرار دارد. این شهر گانگ‌نونگ حدود ۶۴ کیلومتر به در جنوب این آزادراه، و شهرهای دونگهه به سامچوک در جنوب‌تر از آن قرار دارند. این آزادراه با دو تقاطع غیر هم‌سطح به سوکچو متصل است. تقاطع پایانی این آزادراه، در فاصله‌ای ۶ کیلومتری با مرکز شهر، در غرب آن قرار دارد. و تقاطع یکی به آخر، در فاصله‌ای حدود ۱۰ کیلومتری در جنوب شهر، و در محدودهٔ شهرستان یانگ‌یانگ می‌باشد.
نیمهٔ دیگری از آزادراه شمارهٔ ۶۵، در جنوب‌غرب کره جنوبی، به طول ۱۰۰ کیلومتر، شهرهای پوهانگ، اولسان، و بوسان را به هم متصل می‌کند. اما فاصلهٔ‌ بین این دو بخش مجزاء آزادراه، حدود ۱۶۰ کیلومتر می‌باشد. طرح‌های متعددی برای اتصال کامل این آزادراه به موازات ساحل شرقی کره وجود داشته، اما تاکنون اتفاقی در این زمینه نیوفتاده است.
آزادراه سراسری شرقی-غربی شماره ۶۰، در فاصله‌ای حدود ۲۰ کیلومتری جنوب شهر سوکچو، با آزادراه ۶۵ تقاطع دارد. این آزادراه، شهرستان یانگ‌یانگ و ساحل شرقی استان گانگوون را به مرکز استان در چونچون و سپس مستقیما به سئول متصل می‌کند. فاصلهٔ سوکچو تا سئول حدود ۱۷۵ کیلومتر می‌باشد.

## تقسیمات اداری
شهر سوکچو به ۸ ناحیهٔ تابعه تقسیم شده است. (البته که در تابعیت سوکچو، ۱۳ ناحیهٔ مدیریت شهری نیز وجود دارد که مرزهای آن، با نواحی تقسیمات اداری انطباق ندارد.)‌
|                 |                |        |                               |                               |                      |            |        |  |  |  |
| نام             | کره‌ای (هانگول) | هانجا  | برگردان لاتین (نظام اصلاح‌شده) | برگردان لاتین (مک‌کیون–ریشاور) | مساحت (کیلومتر مربع) | جمعیت-۲۰۲۵ | خانوار |  |  |  |
| ناحیه جویانگ    | 조양동         | 朝陽洞 | Joyang-dong                   | Choyang-dong                  | ۵٫۶۱                 | ۲۸٬۸۴۸     | ۱۳٬۶۴۲ |  |  |  |
| ناحیه چونگهو    | 청호동         | 靑湖洞 | Cheongho-dong                 | Ch'ŏngho-dong                 | ۰٫۹۳                 | ۴٬۶۱۰      | ۲٬۶۳۱  |  |  |  |
| ناحیه دونگ‌میونگ | 동명동         | 東明洞 | Dongmyeong-dong               | Tongmyŏng-dong                | ۰٫۷۸                 | ۵٬۲۶۴      | ۲٬۶۲۸  |  |  |  |
| ناحیه ده‌پو      | 대포동         | 大浦洞 | Daepo-dong                    | Taep'o-dong                   | ۶۵٫۸۹                | ۲٬۸۶۷      | ۱٬۶۸۹  |  |  |  |
| ناحیه گومهو     | 금호동         | 琴湖洞 | Geumho-dong                   | Kŭmho-dong                    | ۱٫۴۳                 | ۵٬۴۵۳      | ۲٬۹۴۵  |  |  |  |
| ناحیه گیو       | 교동           | 校洞   | Gyo-dong                      | Kyo-dong                      | ۰٫۷۵                 | ۸٬۷۲۸      | ۴٬۷۰۱  |  |  |  |
| ناحیه نوهاک     | 노학동         | 蘆鶴洞 | Nohak-dong                    | Nohak-dong                    | ۲۲٫۳۰                | ۲۰٬۱۵۶     | ۱۰٬۳۴۰ |  |  |  |
| ناحیه یونگ‌نانگ  | 영랑동         | 永朗洞 | Yeongnang-dong                | Yŏngnang-dong                 | ۷٫۶۰                 | ۴٬۳۳۹      | ۲٬۵۴۲  |  |  |  |